# Eamonn McLaughlin
Eamonn McLaughlin (ur. 21 czerwca 1977 w Donegal) – irlandzki duchowny katolicki, podsekretarz pomocniczy Dykasterii ds. Duchowieństwa od 2024.

## Życiorys
30 czerwca 2002 otrzymał święcenia kapłańskie i został inkardynowany do diecezji Raphoe. 12 marca 2024 został mianowany przez papieża Franciszka podsekretarzem pomocniczym Dykasterii ds. Duchowieństwa.